# DAIGO☆STARDUST LIVE "ONE NIGHT SPACEY SHOW"「帰ってきた DAIGO☆STARDUST」
『DAIGO☆STARDUST LIVE "ONE NIGHT SPACEY SHOW"「帰ってきた DAIGO☆STARDUST」』（ダイゴ・スターダスト・ライブ・ワン・ナイト・スペーシー・ショー・かえってきた・ダイゴ・スターダスト）は、日本のソロプロジェクト・DAIGO☆STARDUSTの3枚目の映像作品である。